# شبه جزيرة ميشيغان الدنيا
شبه جزيرة ميشيغان الدنيا أو شبه جزيرة ميشيغان السفلى (بالإنجليزية: Lower Peninsula of Michigan)‏ هي إحدى الشطران البريان اللذان يقسمان ولاية ميشيغان الأمريكية إلى قسمين والشطر الآخر هو شبه جزيرة ميشيغان العليا. يحيط الماء بشبه الجزيرة الدنيا من جهات الشمال والغرب والشرق أما من جهة الجنوب فتشترك بالحدود البرية مع ولايتي إنديانا وأوهايو. يطلق السكان محلياً على شبه الجزيرة تسمية «The Mitten» والتي تعني بالإنجليزية «القفاز»، ويُطلق على المنطقة الشرقية من شبه الجزيرة تسمية «The Thumb» وتعني «الإبهام». ينتشر في الفلكلور الشعبي التقليدي للمنطقة العديد من الأساطير حول نشأة المنطقة فمثلاً تذكر إحدى القصص الشعبية المتناقلة أن المنطقة ظهرت عندما قام الحطَّاب العملاق بول بونيان وهي شخصية فلكلورية أوروبية محلية بوضع يده عليها فكانت الأثر الناجم عن يده. قد يجيب أهل شبه الجزيرة الدنيا عند الاستفسار منهم عن مكان إقامتهم بمد يهدهم اليمنى والإشارة إلى نقطة معينة عليها في دلالة على شكل شبه الجزيرة المشابه لليد اليمنى. يمكن تقسيم شبه الجزيرة الدنيا إلى شبه الجزيرة الدنيا الشمالية وهو القسم الشمالي من شبه الجزيرة وتكثر فيه الحراج والغابات ويقل عدد السكان، أما القسم الآخر وهو شبه الجزيرة الدنيا الجنوبية فتكثر فيه الأراضي الزراعية والمناطق الحضرية الآهلة بالسكان.
تغلب شبه الجزيرة الدنيا على الحياة السياسية في ولاية ميشيغان وقد يتجلى هذا في الإعلانات السياسية التي تُظهر خريطة ميشيغان منحصرةً على شبه الجزيرة الدنيا دون إظهار شبه الجزيرة الشمالية من الولاية وهو من الأمور التي لا يقابلها سكان شبه الجزيرة الشمالية بصدر رحب.

## الجغرافيا
يحد شبه الجزيرة الدنيا من جهة الجنوب ولايتي إنديانا وأوهايو، وتطل من جهة الغرب على بحيرة ميشيغان، فيما تطل من جهة الشمال الشرقي على بحيرة هرون واللذان يرتبطان عبر مضائق ماكينو. أما من جهة الجنوب الشرقي فيفصل كل من نهر سانت كلير وبحيرة سانت كلير ونهر ديترويت وبحيرة إري شبه الجزيرة عن مقاطعة أونتاريو الكندية.
تمتد شبه جزيرة ميشيغان الدنيا في أقصى اتساع طولي لها على مسافة 277 ميل (446 كـم) من الشمال إلى الجنوب وتمتد في أقصى اتساع عرضي لها من الشرق إلى الغرب مسافة 195 ميل (314 كـم). وتشكل ثلثي مجموع مساحة ولاية ميشيغان. يتميز سطحه شبه الجزيرة عموماً بالاستواء وتتخلله تلال مخروطية الشكل وركامات جليدية لا يزيد ارتفاعها عن بضع مئات من الأقدام. ويتميز ساحلها الغربي بكثرة الكثبان والشواطئ الرملية على نطاقٍ واسع، وتقسمها فجوة مياه منخفضة تعبرها من الشمال حتى الجنوب. ويقع الجزء الأكبر من الولاية غرب هذا الاتجاه وينحدر تدريجياً باتجاه بحيرة ميشيغان. وبالنسبة لأعلى نقطة في شبه الجزيرة السفلى فليست مؤكدة تماماً وهي إما تلة بريار على ارتفاع 520 متر (1,705 قدم)، أو إحدى النقاط القريبة الواقعة في محيط مدينة كاديلاك. وأخفض نقطة هي سطح بحيرة إري بـ 174 متر (571 قدم).
الحياة البرية
حددت جمعية أودوبون الوطنية والمنظمة الأمريكية للحفاظ على الطيور عدة مواقع كمناطق هامة لحفظ الطيور دولياً.

## وصلات خارجية
- مكتبة كلارك التاريخية، جامعة ميشيغان الوسطى، مراجع حول ميشيغان (مرتبة تبعاً للمقاطعات والمناطق) (بالإنجليزية)
- جيولوجيا ميشيغان - مكتبة كلارك التاريخية، جامعة ميشيغان الوسطى (بالإنجليزية)
- خريطة بمنارات ميشيغان